# Pierre-Maurice Glayre
Pierre-Maurice Glayre, né le 25 juillet 1743 à Romainmôtier et mort le 26 mars 1819 à Lausanne, est un diplomate et homme politique suisse. Il a été conseiller du roi Stanislas II de Pologne, président de l'Assemblée provisoire de la République lémanique, président du Directoire helvétique, membre de la commission exécutive fédérale et député au Grand Conseil vaudois.

## Biographie
Pierre-Maurice Glayre est le fils de Pierre-Claude Glayre, pasteur à Romainmôtier, et de Jeanne-Françoise Tissot. Il naît à la cure. Son père meurt quand il a 6 mois et sa mère six ans plus tard. Il est alors adopté par le capitaine Daniel Vullyamoz, parrain du major Davel.

### Carrière de diplomate
Il suit les cours de théologie de l'Académie de Lausanne et fait la connaissance d'Armand-François-Louis de Mestral de Saint-Saphorin, ambassadeur du roi Frédéric V de Danemark en Pologne,. Le roi Stanislas II de Pologne cherche un secrétaire particulier et Glayre est engagé dès 1764. Secrétaire d'ambassade à Saint-Pétersbourg, il est par la suite chargé de missions de confiance. La Diète polonaise lui décerne en 1771 le titre de chevalier de l'Ordre de Saint-Stanislas et l'indigénat polonais pour son dévouement et les services rendus au pays ; il reçoit le diplôme de conseiller privé et secret du roi.
En 1787, après 23 ans, il abandonne sa carrière diplomatique et retourne en Suisse. Le 3 août 1787, il épouse à Prilly Marie de Crousaz. Le couple aura deux enfants : Marie-Louise-Suzanne (1789) et Stanislas-Sabin (1791) ; ce dernier, dont le parrain est le roi de Pologne, meurt d'un accident de chasse en 1806.

### Révolution vaudoise et République lémanique
Glayre passe ses étés à Romainmôtier et l'hiver à Lausanne. En juillet 1791, il participe au « banquet des Jordils » qui commémore la prise de la Bastille. Alors que le Pays de Vaud se trouve sous l'emprise bernoise et que l'exemple français donne des idées aux Vaudois, il souhaite des améliorations pour ses concitoyens, mais n'approuve malgré tout pas les idées des autonomistes. Le 18 janvier 1798, Glayre représente Lausanne à l'Assemblée des députés des villes et des communes du Pays de Vaud. Dans la nuit du 23 au 24 janvier, le Comité de réunion, emmené par Jean-Louis de Bons, proclame la République lémanique. Le 24 janvier, l'Assemblée des députés se constitue en Représentation provisoire du Pays de Vaud et devient l'Assemblée nationale représentative. Le lendemain, Glayre préside la première séance de l'Assemblée provisoire de la nouvelle République lémanique. Il dira : « Je n'ai pris aucune part, ni au dedans ni au dehors, aux démarches qui ont précédé et provoqué la Révolution. Dans le canton, s'il eût dépendu de moi, il n'y aurait point eu de révolution. Mais lorsque la Révolution fut achevée, il fut de mon devoir de la maintenir ». Dans la nuit du 25 au 26 janvier, sous sa présidence, l'Assemblée décide de congédier les baillis. Le 29 janvier, à Lausanne, Glayre donne l'accolade au général français Philippe Romain Ménard, qui commande les troupes françaises envoyées par le Directoire pour protéger le pays et qui sont entrées dans la ville le jour-même.

### Canton du Léman

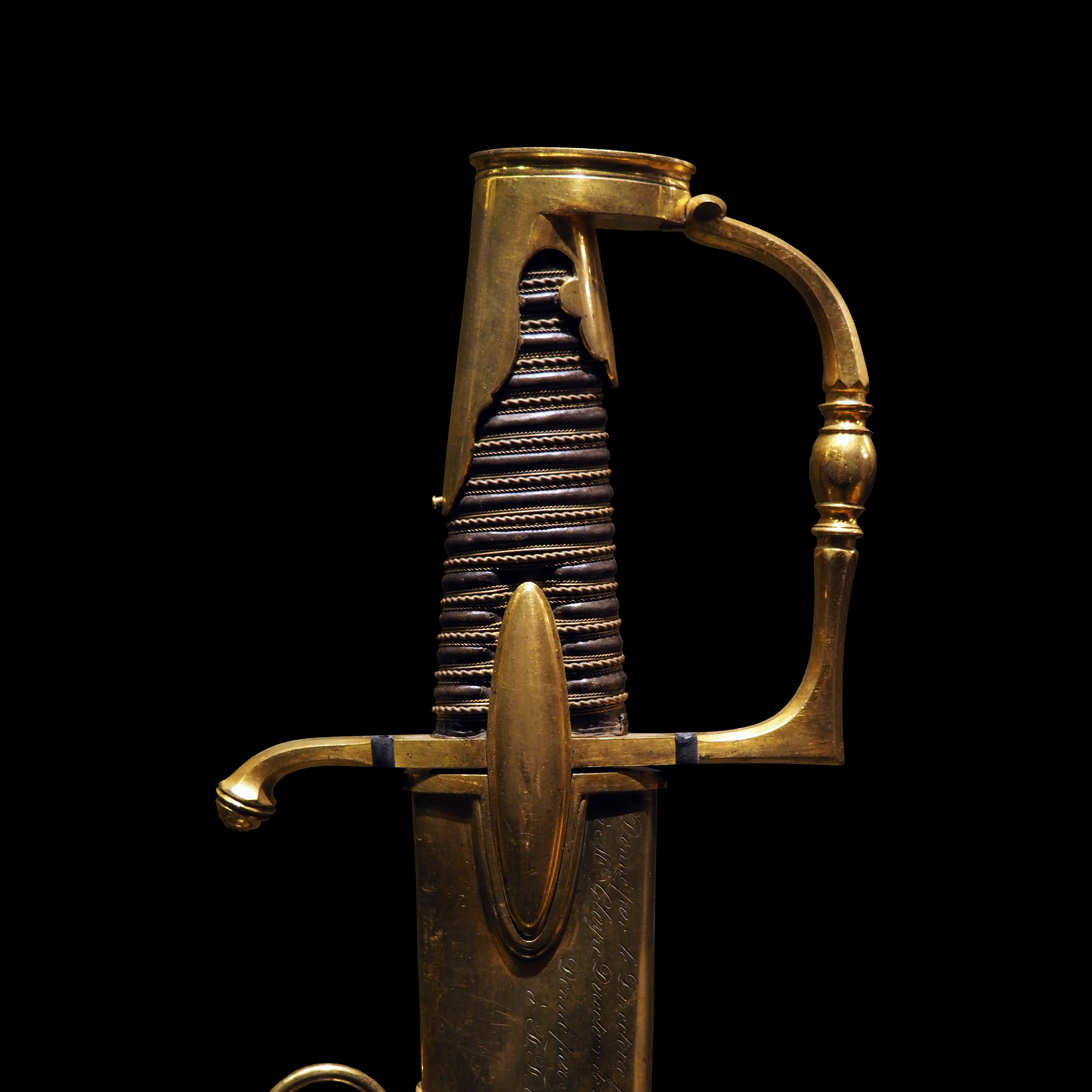
Sabre offert par le Directoire de la République française à Pierre-Maurice Glayre. Exposé au Musée cantonal d'archéologie et d'histoire de Lausanne.

Le 9 février, la Constitution helvétique imposée par les Français est adoptée : le canton du Léman est né. Glayre devient un des cinq membres du pouvoir exécutif du nouveau canton, qui le désigne provisoirement préfet national du Léman. En avril, à Aarau, les représentants des cantons l'élisent au Directoire helvétique. Il quitte donc Lausanne pour Aarau ; il est nommé président du Directoire en 1799. Souffrant de goutte et supportant mal la présence des troupes françaises, l'impuissance politique du Directoire et les conflits surgis avec Frédéric-César de La Harpe, Glayre démissionne le 9 mai 1799. Le 7 janvier 1800, le Directoire est dissous par les Chambres. Une Commission exécutive de sept membres le remplace et s'occupe de gouverner le pays : Glayre est chargé des affaires étrangères. Il quitte une nouvelle fois Romainmôtier et s'installe à Berne. Le 8 août, la Commission exécutive fédérale décide de dissoudre les Chambres : le nouveau pouvoir exécutif cantonal, appelé Petit Conseil, compte sept membres ; Glayre en fait partie.
Glayre devient de plus ministre auprès du Premier Consul Bonaparte à Paris et représente également la Suisse au traité de Lunéville, en 1801. De retour à Lausanne en mai 1801, Glayre ne s'occupe plus que de sa charge de député aux diètes vaudoises de 1801 et 1802 ; il en est le vice-président en 1801. Des troubles divisent la Suisse : certains cantons se déclarent indépendants du pouvoir central et le Gouvernement trouve refuge à Lausanne en septembre 1802. Bonaparte impose sa médiation et des délégués des cantons participent à Paris à la « Consulta helvetica ». Glayre préside depuis Lausanne la commission chargée de faire l'intermédiaire entre la Consulta et la population. Il fait ensuite partie, notamment avec Auguste Pidou, de la commission constituée dans chaque canton pour appliquer le régime de l'Acte de médiation. Le cercle de Romainmôtier l'élit le 28 mars 1803 au Grand Conseil vaudois qui tient sa première séance le 14 avril. Il est réélu en 1808. Il quitte le Grand Conseil et la politique en 1813. Il meurt le 26 mars 1819 à Lausanne et est enterré à Romainmôtier.
Glayre fut membre de la franc-maçonnerie et, en 1810, devint le Grand maître du Grand Orient national helvétique romand.

## Hommages
- Lors du centenaire de l'indépendance vaudoise, en 1898, une plaque est scellée sur la façade de la maison Bugnion, à l'angle de la rue du Grand-Chêne et du Petit-Chêne, à Lausanne, dans laquelle il vivait à la fin de sa vie. Lors de la démolition de l'immeuble en 1933, dans le but d'élargir la rue du Grand-Chêne, la plaque est apposée sur sa maison de Romainmôtier[5].
- Lausanne possède une avenue Maurice-Glayre, allant de l'avenue d'Échallens à l'avenue de France (dénomination donnée par les habitants du quartier dès 1901).